# Мусоросжигательный завод Портрек
Мусоросжигательный завод Портрек (англ. Portrack Incinerator) — ныне ликвидированная мусоросжигательная компания, занимавшаяся выработкой энергии из отходов. Завод располагался на реке Тис в жилом и промышленном комплексе Портрек (Portrack) в Стоктон-он-Тис в графстве Дарем, Англия.

## История мусоросжигательного завода
Мусоросжигательный завод был построен в 1975 году для переработки бытовых отходов в четырех административных единицах: Мидлсбро, Стоктон-он-Тис, Редкар-энд-Кливленд, Хартлпул.
Завод занимал лидирующие позиции как наиболее экологически чистый мусоросжигательный завод в Тиссайде
Объемы сжигания компании насчитывали более 200 000 тонн отходов в год, также мощность потенциальной переработки составляла 20МВт электроэнергии. 
По завершении процесса сжигания отходов, золу отправляли на свалку, а черные металлы упаковывались в тюки, которые затем продавали на металлолом.
В 1980-е годы бывший карьер в городе Уиттон использовался как специальная площадка для захоронения золы.
В начале 1990 года компания Northumbrian Water запросила разрешение на сжигание шлама вблизи мусоросжигательного завода, однако получила отказ. В 1992 году компания подавала апелляцию, но она не увенчалась успехом.
В 1996 году мусоросжигательный завод Портрек был закрыт, причиной чему стало не должное соблюдение правил выбросов. Через некоторое время завод снесли, а в период с 1998 года по 2000 год территорию расчистили . Снос дымовой трубы высотой в 91 метр пришелся на 14 марта 1999 года. На снос здания была потрачена настолько большая сумма, что весь выделенный на него бюджет был израсходован и ушел в минус в начале 2000 года. До декабря 2001 года северный участок территории послужил для скопления мусора для города Стоктон.
Вместо мусоросжигательного завода была построена электростанция «Тиссайд» на расстоянии пары миль вниз по реке в Хавертон-Хилл.

## Заповедник Портрек Медоу
Расчищенную территорию мусоросжигательного завода преобразовали в зону отдыха и жизни дикой природы. Ей дали название «Заповедник Портрек Медоу» (Portrack Meadows Wildlife Reserve).
Контролирует и управляет заповедником специальный фонд защиты дикой природы «Тис-Велли», которые создали для него информационный сайт.
На заблокированном входе в северной части заповедника расположена скульптура под названием «Прорастание», возведенная в 2005 году. Заказчиком скульптуры является фонд защиты дикой природы «Тис-Велли».

## Флора
На территории мусоросжигательного завода было выращено множество различных деревьев, чтобы заслонить его, однако в период расчистки территории многие растения были уничтожены. По завершении расчистки, были высажены новые живые изгороди, различные деревья и множество полевых цветов.
Несмотря на это, залитое бетонное основание мусоросжигательного завода ликвидировать не смогли, поэтому заповедник является максимально густым.

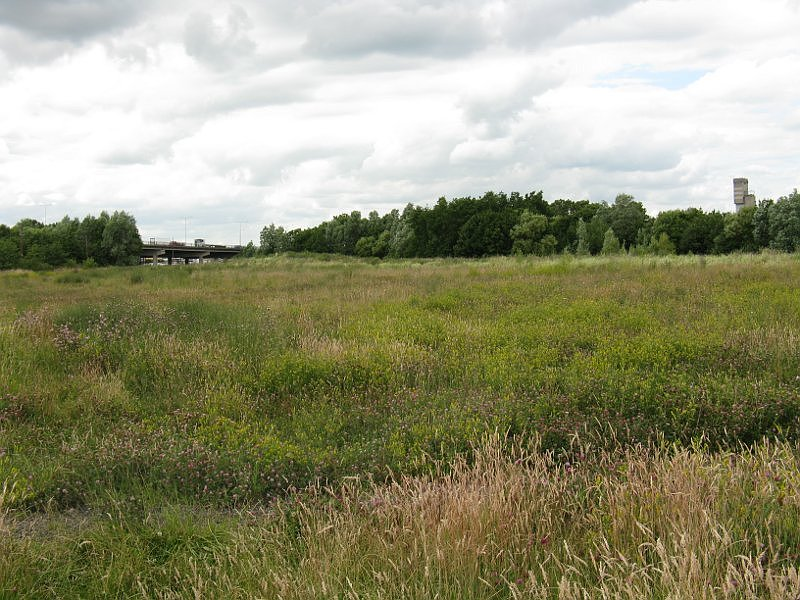
Портрек Медоу
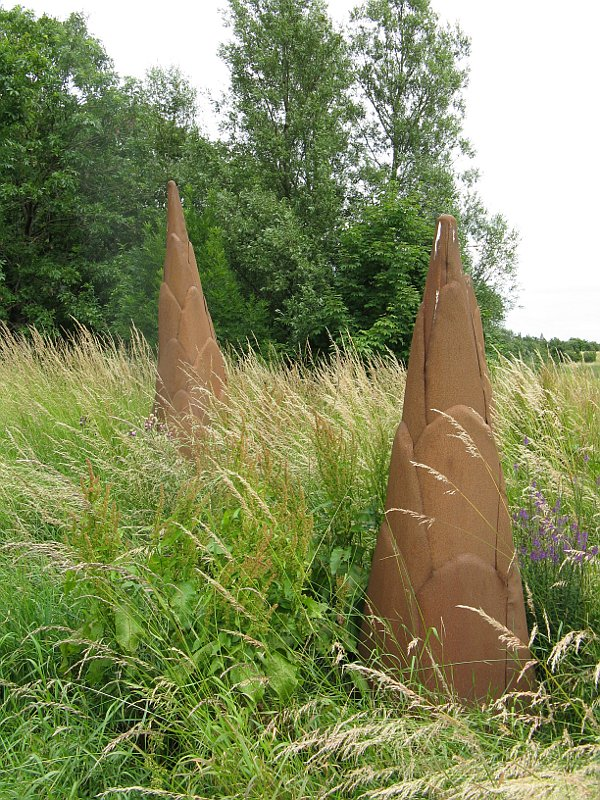
Скульптура у входа в северной части Портрек Медоу